# Miron Grindea
Miron Grindea (născut Mandy Grünberg; n. 31 ianuarie 1909, Târgu Ocna, Bacău, România – d. 18 noiembrie 1995) a fost un jurnalist literar, originar din România.

## Biografie
S-a născut în partea română a Moldovei, din părinți evrei, aparținând clasei muncitoare. În 1918, familia s-a mutat la București, ocazie cu care l-a cunoscut pe Mircea Eliade. Aflat în București, Grindea a participat la viața culturală și intelectuală evreiască, devenind jurnalist specializat în probleme muzicale și literare. Din 1929 a colaborat la revista Adam, un periodic cultural orientat pe problematica evreiască, adresată în special cititorilor evrei. Din 1936 a devenit coeditor al acesteia. Curentul antisemit care lua amploare în România, cu aprobarea autorităților, a îngreunat mult activitatea intelectuală a evreilor.
În 1939, Miron Grindea a plecat, împreună cu soția sa, Carola, într-o excursie în Anglia, unde a ajuns exact în ziua în care Hitler a atacat Polonia. Au hotărât să se stabilească în Anglia. În timpul războiului, Grindea a lucrat la Ministerul Informațiilor și la BBC.
Grindea l-a cunoscut curând după sosirea la Londra pe președintele de atunci al PEN club-ului, H. G. Wells. I-a pus la dispoziție revista pe care o deținea, ca forum al scriitorilor refugiați. În felul acesta, ADAM-ul din România a devenit ADAM International Review, continuându-și aparițiile la Londra de la nr. 152. A fost o continuitate generată de fapt de restricțiile britanice din vreme de război: guvernul nu acorda hârtie, la acea dată, nici unei publicații noi, dar era dispus să ajute gazete deja existente. În revista ADAM au publicat, printre alții, Thomas Mann, T.S. Eliot, Cocteau, Picasso, Ezra Pound, Borges, Auden, Dylan. Revista și-a încetat apariția în anul 1988.
În această perioadă și-a făcut mulți prieteni în lumea literară. Multitudinea de prieteni s-a oglindit în biblioteca sa, în care a adunat lucrări cu autograf de la André Gide, Tristan Tzara, Robert Graves, Bertrand Russell, Graham Greene, Alistair Cooke, Patrick Moore, T.S. Eliot, Iris Murdoch, Raymond Queneau, Georges Duhamel și de la mulți alții.
După 1990, Miron Grindea a venit în țară, a vizitat orașul natal, Onești, a vizitat și Tescani, condus de scriitorul și poetul C.Th. Ciobanu, ulterior editorul Amintirilor sale.
A murit pe data de 18 noiembrie 1995, la vârsta de 86 de ani.

## Premii
- 1955, Prix de l'Académie française
- 1965, Premiul literar Lundquist, Suedia
- 1974, Cavaler al Legiunii de Onoare
- 1977, Membru al Ordinului Imperiului Britanic (MBE)
- 1983,  Diplomă onorifică DLitt de la Universitatea din Kent
- 1985, comandor, Ordinul artelor și literelor, Franța
- 1986, Ofițer al Ordinului Imperiului Britani (OBE)